# Cliff Thorburn
Clifford Charles Devlin Thorburn (n. 16 ianuarie 1948, Victoria, British Columbia, Canada) este un jucător canadian retras de snooker. 
A câștigat Campionatul Mondial de la Sheffield din 1980 și a fost lider mondial în sezonul 1981/82. S-a remarcat cu un stil lent de joc dar foarte determinat. Thorburn a fost primul jucător care a realizat breakul maxim în cadrul unui meci de campionat mondial. 
La începutul carierei, fiind văzut ca un jucător cu mare potențial, a părăsit Canada la sfatul lui John Spencer pentru a se antrena în Regatul Unit.
Cliff Thorburn a fost inclus în Canada's Sports Hall of Fame în anul 2001. A rămas singurul campion mondial de pe continentul nord-american.  
A fost și autorul unei cărți de snooker. 